# Isaya Klein Ikkink
Isayah Klein Ikkink (Vlaardingen, 13 maggio 2003) è un velocista olandese, campione olimpico di staffetta 4×400 metri a Parigi 2024.

## Carriera
Nato a Vlaardingen nel 2003, è un velocista professionista dal 2023. La prima competizione a cui partecipa è quella dei campionati europei di atletica leggera indoor 2023, in cui ottiene una medaglia di bronzo nella staffetta 4×400 metri. Il 5 maggio, invece, prende parte ai campionati del mondo di atletica leggera 2023 a Budapest.
Il 3 marzo 2024 vince la medaglia di bronzo nella staffetta ai campionati del mondo di atletica leggera indoor 2024, mentre il 5 maggio ottiene l'argento ai World Athletics Relays 2024. Il 7 giugno partecipa ai campionati europei di atletica leggera 2024, nuovamente nella staffetta, in cui insieme alla sua squadra vince la medaglia di bronzo. Nella gara, con un tempo di 44"68, è stato il secondo più veloce, dietro al belga Alexander Doom.
Il 3 agosto, invece, partecipa alla gara della staffetta 4×400 metri mista ai Giochi olimpici di Parigi 2024, vincendo la medaglia d'oro, insieme ai compagni di squadra Eugene Omalla, Lieke Klaver, Femke Bol e Cathelijn Peeters. Con questa vittoria lui e i compagni di squadra stabiliscono anche il nuovo record europeo.
Nel 2025 conquista la medaglia d'oro nella staffetta 4x400 metri maschile agli europei indoor di Apeldoorn.

## Palmarès
| Anno | Manifestazione  | Sede      | Evento        | Risultato | Prestazione | Note             |
| ---- | --------------- | --------- | ------------- | --------- | ----------- | ---------------- |
| 2023 | Europei indoor  | Istanbul  | 4×400 m       | Bronzo    | 3'06"59     |                  |
| 2024 | Mondiali indoor | Glasgow   | 4×400 m       | Bronzo    | 3'04"25     | Record nazionale |
| 2024 | World Relays    | Nassau    | 4x400 m mista | Argento   | 3'11"45     |                  |
| 2024 | Europei         | Roma      | 4x400 m mista | Bronzo    | 3'10"73     |                  |
| 2024 | Giochi olimpici | Parigi    | 4x400 m mista | Oro       | 3'07"43     | Record europeo   |
| 2025 | Europei indoor  | Apeldoorn | 400 m piani   | 5º        | 46"20       |                  |
| 2025 | Europei indoor  | Apeldoorn | 4x400 m       | Oro       | 3'04"95     |                  |
| 2025 | World Relays    | Guangzhou | 4x400 m       | Batteria  | 3'02"94     |                  |